# Kumorovitz L. Bernát
Kumorovitz L. Bernát (Ötösbánya, 1900. október 5. – Budapest, 1992. február 22.) premontrei szerzetes, történész, levéltáros, a történelemtudomány doktora (1956), a Magyar Tudományos Akadémia rendes tagja. A tudományos alapokra helyezett magyarországi pecséttani kutatások úttörő jelentőségű alakja volt, de számottevő eredményeket ért el az oklevéltan és a címertan területén is.

## Neve
Eredeti neve Kumorovitz Lajos volt, pappá szentelésekor vette fel a Bernát szerzetesi nevet, s többnyire Kumorovitz L. Bernát vagy Kumorovitz Bernát néven jegyezte publikációit. Ezeken kívül időről időre a Kumorovitz Lajos Bernát, Kumorovitz Bernát Lajos és Kumorovitz Bernát L. névváltozatokat szintén használta.

## Életútja
Középiskolai tanulmányait Lőcsén végezte, majd 1918-ban Jászón belépett a premontrei szerzetesek sorába. 1919-től végzett teológiai tanulmányai után 1923-ban pappá szentelték. 1923 és 1926 között tanulmányokat folytatott a budapesti Pázmány Péter Tudományegyetemen (PPTE) is, ahol 1927-ben történelem–földrajz szakos tanári, 1928-ban pedig bölcsészdoktori oklevelet szerzett. 1926-tól 1948-ig főállásban a gödöllői Premontrei Szent Norbert Gimnáziumban oktatott, 1939 és 1943 között mint a magyar tagozat igazgatója. Ezzel párhuzamosan, 1933–1934-ben ösztöndíjjal a bécsi Magyar Történeti Intézetben kutatott. 1934 és 1938 között a PPTE-n is oktatott proszemináriumi előadóként és tanársegédként, 1938-ban pedig oklevél- és pecséttani magántanári képesítést szerzett, egyúttal az egyetemes történelem szerződéses adjunktusa lett az egyetemen. 1938–1939-ben újra módja nyílt külföldi tanulmányúton járni, Rómában, Nápolyban és Ravennában folytatott könyvtári és levéltári kutatásokat. Hazatérését követően folytatta az oktatómunkát a gödöllői gimnáziumban és a fővárosi tudományegyetemen, 1942-től pedig a Budapesti Tanítóképző Főiskolán (BTF) is előadott. 1943-tól a Norbertinumban, a premontrei rend budapesti tanárképző főiskolájában is oktatott.
Gimnáziumi tanári állása mellett három katedrája volt tehát, amikor rendje gödöllői gimnáziumát 1948-ban megszüntették. 1949-ben veszítette el állását a BTF-en, s ugyanebben az évben fosztották meg akadémiai levelező tagságától is. 1950-ben a premontrei rendet feloszlatták, a Norbertinumot megszüntették és épületeit államosították, s még ugyanabban az évben Kumorovitz PPTE-beli adjunktusi címét is megvonták. Jóllehet, a fővárosi állami egyetemen még további egy évig, 1951-ig címzetes nyilvános rendkívüli tanárként oktathatott oklevéltant és pecséttant a történészhallgatóknak.
1950 és 1957 között alkalmi munkákból élt, különféle intézmények (Budapesti Történeti Múzeum, MTA Történettudományi Intézet stb.) felkérésére oklevélkivonatokat és ‑fordításokat készített. 1957-ben végül részlegesen rehabilitálták, kinevezték a Budapesti Történeti Múzeum középkori osztályának tudományos munkatársává. 1962 és 1972 között tudományos főmunkatársként irányította az osztály munkáját, 1975 után pedig tudományos tanácsadóként segítette a múzeumban folyó történeti kutatásokat. 1959-től újra taníthatott egyetemen is, az Eötvös Loránd Tudományegyetem történeti segédtudományok tanszékén oktatott, 1963 és 1981 között mint címzetes egyetemi tanár. 1989-ben még megérhette teljes rehabilitálását, akadémiai tagságának visszaállítását.

## Munkássága
Fő kutatási területe a történeti segédtudományok közé tartozó pecséttan (szfragisztika), oklevéltan (diplomatika), címertan (heraldika) és zászlótan (vexillológia) volt. A legjelentősebb eredményeket a pecséttan területén érte el. Általános elméleti megállapításain és pecséttan-történeti áttekintésein túlmenően széles történeti, jog- és hivataltörténeti kitekintéssel és megalapozottsággal vizsgálta a középkori magyar királyi és kancelláriai pecséthasználatot, amelynek első monográfiáját is megírta (1944). Az 1960-as években a Budapesti Történeti Múzeum általa vezetett középkori osztálya a magyarországi szfragisztikai kutatások bázisintézményévé vált.
Heraldikusként és vexillológusként részletesen feldolgozta a magyar államcímer (a nagy- és középcímer), illetve a nemzeti trikolór múltját. Diplomatikai munkássága során feldolgozta több hiteleshely és a leleszi premontrei konvent oklevélkiadó tevékenységét, ezenkívül több, a 11–15. századot felölelő oklevélgyűjtemény (regeszta) kiadása fűződik a nevéhez. Levéltári kutatásain keresztül behatóan tanulmányozta a középkori Magyarország hivatali írásbeliségét és a premontrei rend hazai történetét. A Budapesti Történeti Múzeum munkatársaként több jelentős várostörténeti közleménye jelent meg (pl. Óbuda múltjáról), illetve a budai Szent Zsigmond-prépostság és a várkápolna múltján keresztül hozzájárult a Budán székelő udvari körök műveltségi viszonyainak megismeréséhez (rezidenciakutatás).
Kevés számú önálló kötete jelent meg, elsősorban szakfolyóiratokban és gyűjteményes kötetekben publikálta tanulmányait.

## Társasági tagságai és elismerései
1945-ben a Magyar Tudományos Akadémia levelező tagja lett, de az Akadémia 1949-es átszervezésekor tanácskozó taggá minősítették vissza. 1989-ben rehabilitálták, és 1990-ben a rendes tagok sorába emelték. 1941-től a Szent István Akadémia rendes tagja is volt.

## Főbb művei
- Az authentikus pecsét. Budapest, Franklin, 1936, 24 p. (Különlenyomat a Turulból)
- A specialis praesentia regia pecséthasználata Zsigmond korában. Budapest, Egyetemi ny., 1937, 20 p.
- A magyar szfragisztika múltja. Budapest, Szerző, 1938, 64 p.
- A magyar címer kettőskeresztje és hármashalma. Gödöllő, k. n., 1942, 44 p.
- A magyar pecséthasználat története a középkorban. Gödöllő, Szent Norbert Gimnázium, 1944, 80 p.
Bővített kiadás: A magyar pecséthasználat története a középkorban. Budapest, Magyar Nemzeti Múzeum, 1993, 135 p.
- Veszprémi regeszták 1301–1387. Szerk. Kumorovitz L. Bernát. Budapest, Akadémiai, 1953, 395 p.
- A budai várkápolna és a Szent Zsigmond-prépostság történetéhez. in: Tanulmányok Budapest Múltjából XV. 1963. 109–151.
- A középkori magyar „magánjogi” írásbeliség első korszaka (XI–XII. század). in: Századok 1963. 1–31.
- A magyar közép- és nagycímer kialakulása. in: Levéltári Közlemények 1965. 209–234.
- Budapest történetének okleveles emlékei I–III. Szerk. Kumorovitz L. Bernát. Budapest, Budapesti Történeti Múzeum, 1987–1988

## További irodalom
- Érszegi Géza: Kumorovitz Lajos Bernát (1900–1992). in: Turul LXV. 1992. 49–50.
- Bertényi Iván: Kumorovitz Bernát, a heraldikus. in: Magyar Egyháztörténeti Évkönyv I. 1994. 17–26.
- Gerics József – Ladányi Erzsébet: Kumorovitz L. Bernát professzor és a diplomatika. in: Magyar Egyháztörténeti Évkönyv I. 1994. 27–36.
- Kubinyi András: Kumorovitz L. Bernát (1900–1992). Budapest, Magyar Tudományos Akadémia, 2001, 14 p.
- Életrajza a Múlt-kor történelmi portálon
- Kubinyi András: Kumorowitz L. Bernát emlékezete (1900-1992), Budapest Régiségei, XXIX, 1992. (Magyar Történeti Múzeum)